# 上杜萬卡
49°41′23″N 38°4′2″E / 49.68972°N 38.06722°E
上杜萬卡（烏克蘭語：Верхня Дуванка）是位於烏克蘭東部的村莊，由盧甘斯克州斯瓦托韋區的下杜萬卡市鎮負責管轄。該村始建於1730年，面積2.78平方公里，海拔高度96米，2001年人口376，人口密度每平方公里135.2人。